# شبه‌جزیره فاو

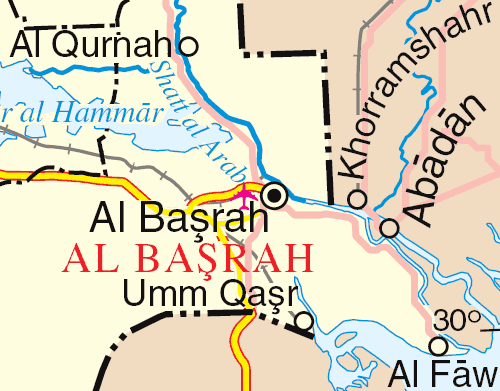

شبه جزیره فاو منطقه‌ای باتلاقی در منتهی‌الیه جنوب شرقی عراق است که میان بصره، آبادان و خلیج‌فارس واقع شده‌است. تنها شهر مهم در این منطقه، ام‌قصر است. این شبه جزیره در جنگ ایران و عراق در طی عملیات والفجر ۸ توسط نیروهای ایرانی تسخیر شد و ارتش عراق در نبرد دوم فاو از مجموعه عملیات توکلنا علی‌الله آن را باز پس گرفت.